# Regina Daniels
Regina Daniels (sinh ngày 10 tháng 10 năm 2000 tại Delta State, Nigeria)  là một nữ diễn viên và nhà sản xuất phim người Nigeria.

## Cuộc sống cá nhân và giáo dục
Daniels là con thứ năm trong gia đình cô. Cô có năm anh chị em, ba anh trai và hai chị gái. Cô theo học trường quốc tế Hollywood  và năm 2018, Daniels tiếp tục học Truyền thông đại chúng  tại Đại học Igbinedion.

## Nghề nghiệp
Cô bắt đầu diễn xuất từ năm bảy tuổi; mẹ cô (Rita Daniels) là một nữ diễn viên. Cô đã nhận được sự hỗ trợ từ mẹ và anh chị em của mình. Bộ phim đầu tiên của cô là Hôn nhân đau khổ đã kiếm được 10.000 Naira Nigeria. Regina Daniels bước chân vào ánh đèn sân khấu khi cô tham gia bộ phim Nollywood có tựa đề " Đứa trẻ kỳ diệu " năm 2010, nơi cô đóng cùng các diễn viên nổi tiếng như Ini Edo, Chika Ike và Mercy Johnson.
Vào ngày 20 tháng 1 năm 2019, Regina Daniels được bổ nhiệm làm Điều phối viên Chiến dịch Thanh niên của Atiku Abubakar.

## Đóng phim
- Dumebi trong trường
- Cô gái Python
- Người Dơi
- Giê-ri-cô
- Cô gái chuối
- Jaja Đại đế
- Giê-ri-cô (với tư cách là nhà sản xuất)
- Twins Apart (là nhà sản xuất)
- Nước mắt của Ojiugo
- Lau sạch nỗi buồn của bạn
- Giao ước hoàng gia
- Chiến tranh truyền thống (Phần 1)
- Mạnh hơn các vị thần
- Vua và Python
- Treo quan tài
- Ác ma 1 và 2
- Nữ hoàng Rebeca

## Tranh cãi

### Tội phạm mạng / Cáo buộc gian lận
Vào ngày 20 tháng 11 năm 2017 Regina Daniels bị cáo buộc liên quan đến việc có được những bức ảnh thân mật của một nữ diễn viên đầy tham vọng. Trong một bài đăng trên Facebook được thực hiện bởi blogger người Nigeria Amanda Chisom, nạn nhân tuyên bố cô đã gửi những bức ảnh thân mật cho Regina Daniels và được Daniels yêu cầu gặp một nhà sản xuất phim, người sẽ đào tạo cô trở thành một nữ diễn viên giỏi hơn. Sau cuộc gặp, Regina Daniels được cho là đã tức giận với nạn nhân xúi giục rằng nữ diễn viên đầy tham vọng nên tự hiến thân cho nhà sản xuất. Vào ngày 22 tháng 11 năm 2017 Regina Daniels phủ nhận tất cả các cáo buộc nói rằng một người hâm mộ đang sử dụng tên của cô để lừa nữ diễn viên đầy tham vọng. Vào ngày 23 tháng 11 năm 2017, kẻ mạo danh đã bị cảnh sát bắt giữ và Regina Daniels đã được miễn tội.

### Hôn nhân với thượng nghị sĩ Ned Nwoko
Vào ngày 1 tháng 4 năm 2019 E- Nigeria một trang web tin tức đã đăng một ấn phẩm nói rằng Ned Nwoko là nhà tài trợ tài chính đối với sự nghiệp của Regina Daniels. Các ấn phẩm đã lan truyền và được trích dẫn bởi nhiều trang web tin tức ở Nigeria. Etinosa Idemudia khi trả lời các nhà phê bình truyền thông đã trả lời trên phương tiện truyền thông xã hội của cô rằng thật vinh dự khi Regina Daniels trở thành người vợ thứ sáu của thượng nghị sĩ thay vì "side chic". Vào ngày 27 tháng 4 năm 2019, Ned Nwoko có bằng tiến sĩ danh dự của Đại học Dầu khí Liên bang Effurun, nơi Harrysong là tâm điểm của sự kiện khi cả Regina Daniels và Ned Nwoko được phát hiện nhảy cùng nhau.
Cô đã bị người hâm mộ và người Nigeria chỉ trích rộng rãi về cuộc hôn nhân được cho là của cô với tỷ phú 59 tuổi.